# Wells Fargo Center (Sacramento)
O Wells Fargo Center é um arranha-céu de escritórios de 30 andares de 129 m (423 ft) de altura, localizado no centro de Sacramento, Califórnia. A construção do arranha-céu começou em 1990 e foi concluída em 1992. Atualmente, é o edifício mais alto da cidade. O prédio ocupa um quarteirão de 2,3 acre (0,93 ha). O projeto foi desenvolvido por William Wilson & Associates em parceria com a Crocker Properties. O arquiteto foi Hellmuth, Obata + Kassabaum (HOK).
O Museu de História de Wells Fargo dedicado à história do Wells Fargo Bank no Sacramento está localizado no lobby do piso térreo.

## Inquilinos
- Highlands Consulting Group
- Crowe Horwath
- Friedemann Goldberg LLP
- Il Fornaio
- KPMG
- Kronick, Moskovitz, Tiedemann & Girard
- Morrison & Foerster
- Orrick, Herrinton & Sutcliffe
- PricewaterhouseCoopers
- Weintraub Tobin
- Wells Fargo Bank
- Wilke, Fleury, Hoffelt, Gould & Birney